# 29420 Ikuo
29420 Ikuo este un asteroid din centura principală de asteroizi.

## Descriere
29420 Ikuo este un asteroid din centura principală de asteroizi. A fost descoperit pe 9 ianuarie 1997 la Chichibu de Naoto Satō. Asteroidul prezintă o orbită caracterizată de o semiaxă mare de 3,11 ua, o excentricitate de 0,03 și o înclinație de 9,3° în raport cu ecliptica.